# As-Sulajjil
As-Sulajjil (arab. السليل, As-Sulayyil) – miasto w południowej Arabii Saudyjskiej, w prowincji Rijad. W 2010 roku liczyło około 27 tys. mieszkańców.